# 박병철 (배우)
박병철(1986년 6월 3일 ~ )은 대한민국의 배우이다.

## 학력
- 상명대학교 영화영상학과

## 출연작

### 영화
- 《행복의 나라》 (2018년) - 역무원 2 역
- 《암살》 (2015년) - 의장대 역
- 《세계일주》 (2015년) - 남직원 1 역
- 《레디액션 청춘》 (2014년) - 진혁 역[2]
- 《신이 보낸 사람》 (2014년) - 국경경비대원 4 역
- 《푸른소금》 (2011년) - 시장 사내 1 역
- 《사생결단》 (2006년) - 용두산 공원 관광객 역
- 《마이 캡틴 김대출》 (2006년) - 포크레인 기사 역

### 드라마
- 《조작》 (2017년, SBS)
- 《김과장》 (2017년, KBS2)
- 《퍼펙트 센스》 (2016년, KBS2) - 시행사 직원 2 역
- 《닥터 프로스트》 (2014년, OCN)
- 《기분 좋은 날》 (2014년, SBS)
- 《너의 목소리가 들려》 (2013년, SBS)